# Нечиста крв (филм из 1996)
Нечиста крв је српски филм из 1996. године, који је режирао Стојан Стојчић, а сценарио су писали Стојан Стојчић и Славен Радовановић према истоименом роману Борисава Станковића.
Неки делови филма који нису приказани, 2012. појавили су се у серији Тајна нечисте крви.
Наставак филма Нечиста крв 2: Балкански рат, након 28 година од премијере првог дела и 30 година од почетка снимања, биће премијерно приказан у центру Сава 12. фебруара 2025. године.

## Кратак садржај
Радња филма се одвија крајем 19. вијека, у поднебљу које представља раскршће муслиманске и хришћанске културе, гдје се преплиће наша вјековна балканска прича — рат и мир између припадника разних религија.
Прича се одвија у малом граду на југу Србије. Отац, глава породице, изгубио је највећи део породичног иметка и доводи богатог сељака Марка у свој дом. Мајка и ћерка Софка, лепотица стасала за удају, ускоро сазнају да је девојка обећана Марковом дванаестогодишњем сину. Приморана очевим финансијским крахом, Софка пристаје да се уда. По доласку у Маркову кућу Софка постаје предмет свекрове инцестуозне љубави. Растрзан између страсти, традиције и морала Марко умире, а његов син израста у лепог младића. Младић и Софка почињу да воде нормалан брачни живот, све до тренутка када Софкин отац нарушава идилу тражећи од зета обећани новац. Младић тек тада схвата да му је отац купио невесту и почиње да сумња у Софку, своју децу, родитеље. Живот постаје пакао за Софку.

## Улоге
| Глумац             | Улога         |
| ------------------ | ------------- |
| Маја Стојановић    | Софка         |
| Раде Шербеџија     | Марко         |
| Мето Јовановски    | Агим          |
| Љуба Тадић         | Ефенди Мито   |
| Филип Гајић        | Томча         |
| Богољуб Петровић   | Арса          |
| Тзветана Манева    | Софкина мајка |
| Душица Жегарац     | Стана         |
| Матеја Јуришчек    | Томча, дечак  |
| Кирил Поп Христов  | Младић        |
| Неда Арнерић       | Биљарица      |
| Слободан Ћустић    | Неми слуга    |
| Ненад Нединић      | Келнер        |
| Јован Станојковић  | Митар         |
| Борјана Јанкиева   | Софија        |
| Петар Анев         | Поп           |
| Србољуб Аритоновић | Коцкар 1      |
| Ирена Билић        |               |
| Георги Георгиевски |               |

Остале улоге  ▼
| Глумац                | Улога          |
| --------------------- | -------------- |
| Горан Јовановски      | Кепец          |
| Ненад Крстић          |                |
| Екрем Мамутовић       | Трубач музичар |
| Сеад Мемић Вајта      | Певач          |
| Томислав Михајловић   | Деда           |
| Србољуб Митић         |                |
| Јордан Мутафов        |                |
| Драган Павловић       |                |
| Ана Радивојевић       | Девојка        |
| Љиља Радивојевић      |                |
| Раде Радивојевић      | Турчин         |
| Драгољуб Силистаревић |                |
| Стојан Стаменковић    |                |
| Добривоје Станчић     | Јусуф          |
| Драган Станковић      | Коцкар 2       |
| Драгана Станковић     | Мала Софија    |
| Стојан Стојчић        | Газда кафане   |
| Нинослав Трајковић    |                |

## Награде
- Врњачка Бања: Трећа награда за сценарио.[5]